# Sergei Zuykov
Bản mẫu:Eastern Slavic name
Sergei Andreyevich Zuykov (tiếng Nga: Серге́й Андреевич Зуйков; sinh ngày 19 tháng 9 năm 1993) là một hậu vệ bóng đá người Nga. Anh thi đấu cho F.K. Zenit-2 St. Petersburg.

## Sự nghiệp câu lạc bộ
Anh có màn ra mắt tại Giải bóng đá Quốc gia Nga cho F.K. Volgar Astrakhan vào ngày 12 tháng 3 năm 2013 trong trận đấu với F.K. Ural Sverdlovsk Oblast.